# Hedy Bienenfeld
Hedy Bienenfeld,  (17 octobre 1907 - 24 septembre 1976) est une nageuse olympique autrichienne et mannequin. Elle remporte plusieurs titres dont une médaille de bronze aux Championnats d'Europe de natation 1927 à Bologne et aux Maccabiades  de 1932 et de 1935 en Palestine mandataire.

## Biographie

### Carrière sportive
Étant juive, elle concourt pour le club sportif juif Hakoah Vienna, club communautaire créé dans un contexte de discrimination croissante en Europe. En 1924 à l'âge de 15 ans, elle remporte la compétition autrichienne annuelle de natation en eau libre sur le Danube qui a rassemblé environ 500 000 spectateurs. 

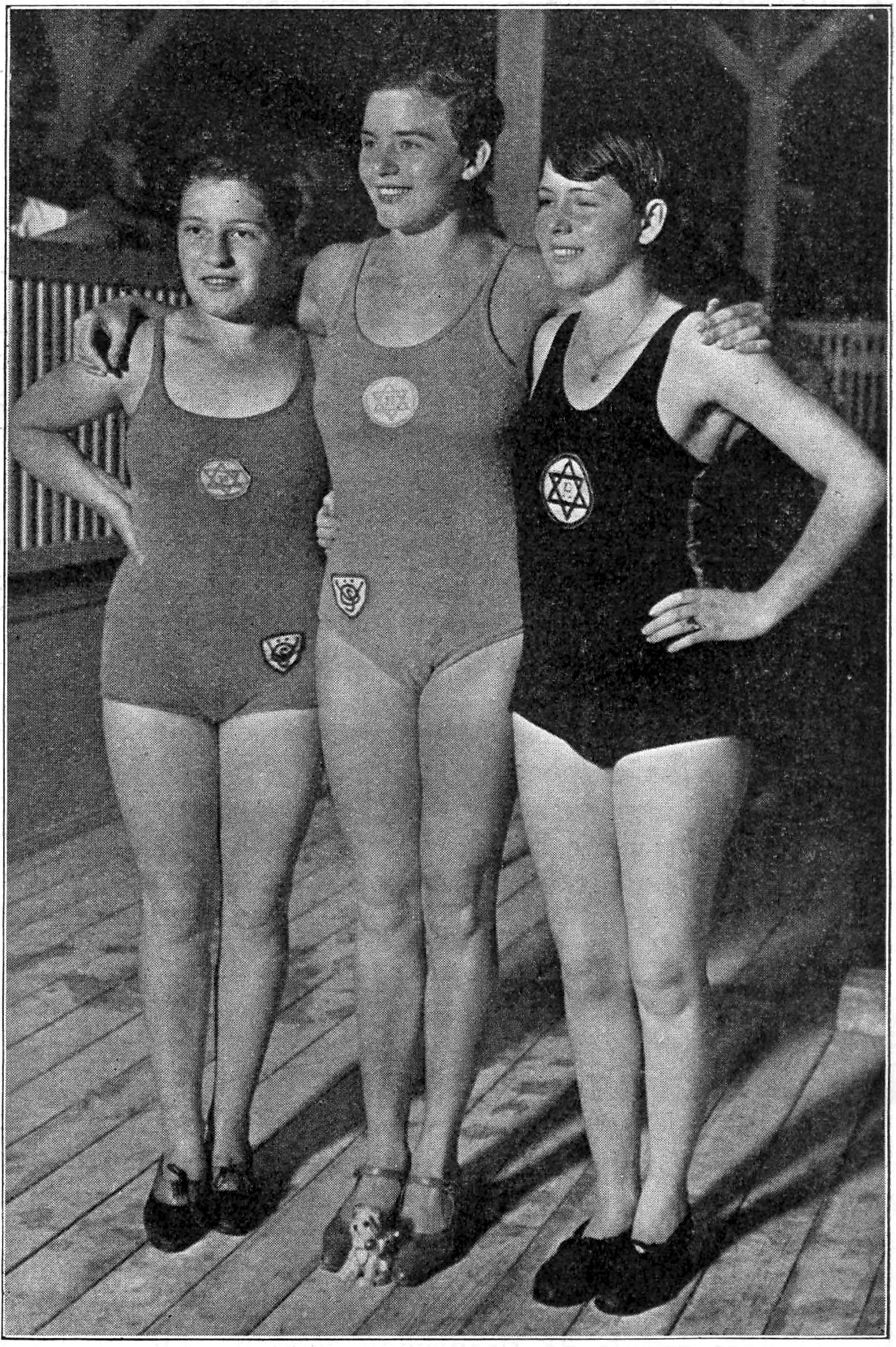
Nageuses du club Hakoah Vienna : Fritzi Löwy, Hedy Bienenfeld (au centre) et Idy Kohn (1927).

Elle remporte de nombreux titres nationaux autrichiens de brasse dans les années 1920-1930 et une médaille de bronze au 200 mètres brasse aux championnats d'Europe de natation 1927 à Bologne. Elle participe au 200 m brasse féminin aux Jeux olympiques d'été de 1928 à Amsterdam à l'âge de 20 ans, terminant à la 13e place. Le 28 avril 1929, elle établit le record du monde du 500 mètres brasse, à neuf minutes. 
En 1930, elle épouse son entraîneur de natation, Zsigo Wertheimer (1897-1965).
Aux Maccabiades de 1932 en Palestine mandataire, elle remporte des médailles d'or au 100 mètres dos, 200 mètres brasse et 4 × 100 mètres nage libre, une médaille d'argent au 100 mètres nage libre et la médaille de bronze au 300 mètres nage libre. Puis en 1935, elle remporte des médailles d'or au 200 mètres brasse et au 4 × 100 mètres nage libre. En 1937, elle établit un nouveau record autrichien du 100 mètres brasse. 
En parallèle de sa carrière sportive, elle devient un modèle de maillot de bain populaire pour les magazines autrichiens.

### Immigration
Après l'avènement de  l'Allemagne nazie avant la Seconde Guerre mondiale, le couple fuit l'Autriche pour déménager en Grande-Bretagne puis aux États-Unis. Ils travaillent comme entraineurs de natation à New York, puis dirigent une entreprise immobilière en Floride. En 1952, ils obtiennent la citoyenneté américaine. Après la mort de son mari en 1965, elle retourne à Vienne. À sa mort, elle est enterrée dans la section juive du cimetière central de Vienne.